# IAAF Golden League 2002
La IAAF Golden League 2002 fue la quinta edición de la serie anual de competencias internacionales de atletismo que se realizaron del 28 de junio al 6 de septiembre en siete sedes europeas: Bislett Games en Oslo, Noruega el 28 de junio, Meeting Gaz de France en Saint-Denis, Francia el 5 de julio, Golden Gala en Roma, Italia el 12 de julio, Herculis en Fontvieille, Mónaco el 19 de julio, Weltklasse Zürich en Zúrich, Suiza el 16 de agosto, Memorial Van Damme en Bruselas, Bélgica el 30 de agosto y Internationales Stadionfest (ISTAF) en Berlín, Alemania el 6 de septiembre.
La Golden League 2002 repartió un millón de dólares en barras de oro entre los atletas que ganaron uno de doce eventos en cada una de las siete competencias y que participaron en la 2002 IAAF Grand Prix Final. Los eventos participantes para el premio en 2002 fueron: 100 metros de hombres y mujeres, 400 metros de mujeres, 1500 metros de hombres y mujeres, 3000 metros/5000 metros de hombres y mujeres, 100 metros vallas de mujeres, 400 metros vallas de hombres, salto con garrocha de hombres, salto triple de hombres y lanzamiento de jabalina de mujeres.
El premio se repartió entre cuatro atletas que ganaron en los siete eventos: Hicham El Guerrouj de Marruecos en 1500 m, Félix Sánchez de la República Dominicana en 400 metros vallas, Marion Jones de Estados Unidos en 100 m y Ana Guevara de México en 400 m. Los resultados de Marion Jones fueron anulados posteriormente cuando admitió haber usado sustancias prohibidas. Gail Devers estuvo cerca de compartir el premio al ganar los 100 m con obstáculos en todas las competencias excepto en Zúrich.